# Pasythea
Pasythea is een geslacht van mosdiertjes uit de  familie van de Pasytheidae. De wetenschappelijke naam ervan is in 1812 voor het eerst geldig gepubliceerd door Lamouroux.

## Soorten
- Pasythea laevigata (Waters, 1883)  †
- Pasythea tulipifera (Ellis & Solander, 1786)

Niet geaccepteerd soorten:
- Pasythea griffini Hargitt, 1924 → Dynamena griffini (Hargitt, 1924)
- Pasythea heterodonta Jarvis, 1922 → Dynamena heterodonta (Jarvis, 1922)